# Euscelis genisticola
Euscelis genisticola är en insektsart som beskrevs av Adolf Remane 1967. Euscelis genisticola ingår i släktet Euscelis och familjen dvärgstritar. Inga underarter finns listade i Catalogue of Life.